# Saltnes
Saltnes [ˈsaltneːs] es una població de l'illa d'Eysturoy, a les illes Fèroe. Forma part del municipi de Nes i té una població de 66 habitants (2021).
Saltnes és un assentament nascut el 1837. El 1843 s'hi va construir una escola aprofitant els materials de l'antiga església de Nes.
La localitat es troba a la costa oriental de l'illa d'Eysturoy, a prop de Runavík, la població més important de la zona amb 589 habitants (2021). A Saltnes hi arriba el bus 440, que connecta Toftir amb Selatrað.
L'assentament es troba molt a prop d'una de les dues boques que té del túnel submarí d'Eysturoyartunnilin a l'illa d'Eysturoy.
Fríðrikur Petersen, escriptor, clergue i polític feroès, va néixer a Saltnes el 1853.